# Финтина-Бразілор
Финтина-Бразілор (рум. Fântâna Brazilor) — село у повіті Харгіта в Румунії. Входить до складу комуни Корунд.
Село розташоване на відстані 237 км на північ від Бухареста, 44 км на захід від М'єркуря-Чука, 130 км на схід від Клуж-Напоки, 96 км на північ від Брашова.

## Населення
За даними перепису населення 2002 року у селі проживали 335 осіб, усі — угорці. Усі жителі села рідною мовою назвали угорську.